# Le Capitaine Fracasse (film, 1929)
Pour les articles homonymes, voir Fracasse.
Pour plus de détails, voir Fiche technique et Distribution.
Le Capitaine Fracasse est un film muet français réalisé par Alberto Cavalcanti et Henry Wulschleger sorti en 1929, adapté du roman éponyme de Théophile Gautier.
Le film suit le baron de Sigognac qui héberge une troupe de comédiens avec laquelle il décide de partir car il est pauvre, seul et qu'il tombe sous le charme d'Isabelle, l'ingénue de la troupe. Après la mort de Matamore lors de l'attaque du gitan (contrairement au livre où il meurt de froid une nuit), il prend sa place, apprend le métier de comédien et se fait appeler sur scène le «Capitaine Fracasse». Mais le duc de Vallombreuse, chez qui la troupe s'arrête pour jouer un jour, tombe sous le charme d'Isabelle et le rival amoureux de Sigognac.

## Synopsis
Dans la France du XVIIe siècle, sous le règne de Louis XIII, le baron Philippe de Sigognac, dernier descendant d’une noble famille, vit chichement avec son fidèle domestique, Pierre, se morfondant dans son château délabré et sur ses terres gasconnes.
Un soir, alors que le baron de Sigognac est en train de composer un sonnet, une troupe de comédiens frappe à la porte et réclame l'hospitalité. Sigognac leur offre pour la nuit, le toit de son « château de la Misère », où la troupe qui a quoi manger organise un véritable festin ramenant la joie et les rires dans la solitude du baron. La troupe de neuf comédiens aux caractères bien affirmés, dirigée par Hérode, comprend le poète Matamore, Blazius le pédant, Scapin le valet, le beau et séducteur Léandre, Dame Léonarde la duègne, Zerbine la soubrette, Séraphine la coquette et Isabelle l’ingénue. Tant pour échapper à la solitude que pour faire plaisir à Isabelle, Sigognac accepte la proposition d’Hérode de partir avec eux pour Paris.
Le lendemain, le chariot repart. Mais la route menant à Paris est semée de dangers. La troupe, attaquée par un de ces bandits de grand chemin, est facilement défendue par Sigognac. Agostin et sa complice, la gitane Chiquita, ne sont que de petits brigands et avant qu’ils se sauvent, Isabelle s'acquiert un droit éternel à la reconnaissance de Chiquita, après lui avoir offert son « collier de grains blancs ». La route des comédiens est aussi semée d’embuches. Au cours d’une très froide journée, Matamore, le meilleur acteur de la troupe, meurt. Sigognac se propose, bien que doutant de son talent d’acteur, de prendre la place du poète défunt pour sauver la troupe. Sur les tréteaux, prenant le nom de scène de « Capitaine Fracasse », il accepte, incognito sous son visage masqué, d’être ridiculisé même devant de nobles spectateurs, ses pairs royaux. Une fois monté sur les planches, Philippe devient de plus en plus sensible au charme d’Isabelle se montrant jaloux lorsqu’on s’en approche un peu trop de près. L'attirance étant réciproque, Isabelle se confie à Philippe. Elle est orpheline et sa mère, jadis comédienne comme elle, ne lui a jamais parlé de son père et avant de mourir lui a laissé comme seul indice paternel une bague d’améthyste.
À Poitiers, lors d’une répétition des comédiens dans la salle du jeu de paume, le duc de Vallombreuse, jeune seigneur de la cour, retors et sans scrupules, voulant séduire avec outrecuidance Isabelle, se voit provoqué en duel par Sigognac, alias Fracasse, pour avoir touché à la jeune fille. Vallombreuse se refuse à croiser le fer avec un saltimbanque masqué, préférant stipendier quatre de ses laquais pour le faire rosser mais en vain car c’est l’agressé qui a le dessus. « Le comédien est vengé mais pas le gentilhomme ! » dit Sigognac qui avec l’aide du marquis de Bruyère obtient un duel à visage découvert. Vallombreuse, blessé au bras droit, promet de se venger. Isabelle, qui a craint pour la vie de Philippe se voit demander en mariage mais avouant qu’elle l’aime, se refuse à cette union. En dépit de leur différence sociale, elle ne veut pas qu'un mariage avec une simple comédienne rende définitive la déchéance et la ruine du baron de Sigognac.
Après Tours et Orléans, la troupe, enfin arrivée à Paris, est engagée par le Prince de Moussy, surintendant du roi, pour jouer à l’Hôtel de Bourgogne en alternance avec les comédiens italiens. À l’Hostellerie de la Porte Dauphine, Vallombreuse vient proposer un marché de dupe à Isabelle : « La vie de Sigognac contre une nuit de la vôtre !». Elle refuse. Une nuit, Chiquita, reconnaissante du collier offert par Isabelle, s’introduit dans sa chambre pour la prévenir de se méfier de Vallombreuse, prêt à tout pour la conquérir.
La troupe joue devant le Roi qui, fort content du spectacle, vient féliciter les comédiens. À ses côtés, le Prince de Moussy est attiré par le visage d’Isabelle qui lui en rappelle un autre, mais il doit interrompre cette conversation car il apprend que des voleurs se sont introduits dans ses appartements pour dérober des bijoux. Son plus ancien et fidèle serviteur a été tué. Si Chiquita la gitane a réussi à se sauver, Agostin est arrêté. S’exprimant pour une fois avec franchise, le duc de Vallombreuse, fils du Prince de Moussy, promet à son père de venger ce vieux serviteur qui lui avait servi de tuteur durant son enfance.
À trois reprises les guet-apens pour éliminer Sigognac échouent. Vallombreuse, sous prétexte de faire jouer les comédiens dans son château, leur tend un piège en leur donnant rendez-vous dans la forêt au carrefour des quatre biches. L’opération réussie, Isabelle est enlevée. Séquestrée dans le château de Vallombreuse, Isabelle reçoit la visite nocturne de Chiquita, sa fidèle amie. S’étant faite enrôler dans la bande du duc pour tenter de libérer son Agostin, Chiquita est prête à aider Isabelle. Cette dernière l’envoie prévenir Sigognac, en lui confiant sa bague d’améthyste qu’elle présentera, en signe de reconnaissance, à Philippe pour gagner sa confiance.
Tandis que Sigognac et ses amis comédiens se précipitent, aussitôt prévenus du danger, chez Vallombreuse, Chiquita arrive à temps sur la Place de Grève où Agostin doit subir la torture du supplice de la roue. Afin de lui épargner une mort atroce, elle le poignarde en plein cœur. Arrêtée, elle est présentée par les gardes au Prince de Moussy. Chiquita lui montre la bague d’Isabelle. Le prince aussitôt reconnaît cette bague, identique à la sienne, et sachant à qui la rendre, il se rend chez Vallombreuse.
Dans son château où elle est retenue prisonnière, Vallombreuse croit triompher d’Isabelle et veut abuser d’elle mais Sigognac et ses camarades comédiens, se jettent à l’assaut du château, pour sauver Isabelle. Cette fois Vallombreuse est grièvement blessé lors d'un duel acharné avec Sigognac. Arrivé sur les lieux, le Prince de Moussy, le propre père du duc, révèle qu’Isabelle est sa fille qu'il a reconnu grâce à cette bague, jadis donnée par lui à la mère de celle-ci, Cornélia, une jeune comédienne, qui fut le grand amour de sa vie. Le duc de Vallombreuse courtisait donc sa demi-sœur. La condition sociale d'Isabelle n'étant plus un obstacle puisqu’elle est née de sang noble, la grave blessure de Vallombreuse n’étant pas mortelle, plus rien ne s'oppose désormais à l'union de Philippe de Sigognac alias Fracasse et d'Isabelle. Sous le regard attendri des comédiens Hérode et Scapin, Isabelle et philippe pourront vivre heureux dans le château de la Misère devenu le château du Bonheur.

## Fiche technique
- Titre original : Le Capitaine Fracasse
- Réalisation : Alberto Cavalcanti et Henry Wulschleger
- Scénario : Alberto Cavalcanti et Henry Wulschleger d'après le roman éponyme de Théophile Gautier
- Direction artistique : Erik Aaes
- Photographie : Georges Benoît et Paul Portier
- Production : P.J. de Venloo
- Société de production : Lutèce Films
- Société de distribution : Films P.J. de Venloo
- Pays d’origine : France
- Langue originale : français
- Format : Noir et blanc - 35 mm — 1,37:1 — Muet
- Genre : film de cape et d'épée
- Durée : 92 minutes
- Dates de sortie : 
  - France : 15 février 1929

## Distribution
- Pierre Blanchar : le baron de Sigognac
- Lien Deyers : Isabelle
- Marguerite Moreno : Dame Léonarde
- Charles Boyer : le Duc de Vallombreuse
- Odette Josylla : Zerbine, la soubrette
- Daniel Mendaille : Agostin
- Marie-Thérèse Vincent : Séraphine
- Armand Numès : Blazius
- Pola Illéry : Chiquita
- Léon Courtois : Hérode
- René Bergeron : Scapin
- Clairette de Savoye : Malartic
- Alexandre Vargas : Jaquemin Lampourde
- Paul Velsa : le Matamore
- Georges Benoît

## En bref
Maurice Toussaint a réalisé une affiche pour la promotion du film. Il a choisi de représenter en pleine page le baron de Sigognac qui vient de quitter son manoir, debout sur le chemin, la main sur le pommeau de son épée, regardant au loin.